# YUBA liga (1992-2006, pallacanestro femminile)
Il campionato femminile di pallacanestro jugoslavo e il campionato femminile di pallacanestro serbo-montenegrino, noti anche come YUBA Liga, fu attivo dal 1992 al 2006 nella Repubblica Federale di Jugoslavia prima, e in Serbia e Montenegro poi.

## Storia
Con la dissoluzione della Jugoslavia e la nascita della Repubblica Federale di Jugoslavia nel 1992, le squadre serbe e montenegrine continuarono a giocare nel campionato di prima divisione, sempre denominato YUBA liga.
Nel 2003 la Repubblica Federale di Jugoslavia fu rinominata Serbia e Montenegro e il campionato nazionale mantenne inalterata la denominazione. Con la separazione del Montenegro dalla Serbia, nel maggio 2006, è nato il campionato di pallacanestro serbo, e quello montenegrino.

## Albo d'oro

### Repubblica Federale di Jugoslavia
- 1992-1993  Stella Rossa
- 1993-1994  Bečej
- 1994-1995  Bečej
- 1995-1996  Stella Rossa
- 1996-1997  Dinamo Pančevo
- 1997-1998  Hemofarm Vršac

- 1998-1999  Hemofarm Vršac[1]
- 1999-2000  Hemofarm Vršac
- 2000-2001  Hemofarm Vršac
- 2001-2002  Budućnost
- 2002-2003  Budućnost

### Serbia e Montenegro
- 2003-2004  Stella Rossa
- 2004-2005  Hemofarm Vršac
- 2005-2006  Hemofarm Vršac

## Vittorie per club
| Club           | Città     | Titolo | Anno                               |
| -------------- | --------- | ------ | ---------------------------------- |
| Hemofarm Vršac | Vrsac     | 6      | 1998, 1999, 2000, 2001, 2005, 2006 |
| Stella Rossa   | Belgrado  | 3      | 1993, 1996, 2004                   |
| Bečej          | Bečej     | 2      | 1994, 1995                         |
| Budućnost      | Podgorica | 2      | 2002, 2003                         |
| Dinamo Pančevo | Pančevo   | 1      | 1997                               |